# 史派克·費恩
史派克·費恩是一位英国演员。他曾出演电影《異形：羅穆路斯》《蝙蝠俠》以及《晒后假日》。 
史派克·費恩的童年是在科爾維爾度過的。 他的父亲是一名汽车修理工，母亲是一名教师。 他有阅读障碍。 